# Hydriomena horridaria
Hydriomena horridaria là một loài bướm đêm trong họ Geometridae.